# Івачево
Іва́чево (рос. Ивачево, башк. Ивачев) — село у складі Дюртюлинського району Башкортостану, Росія. Входить до складу Куккуяновської сільської ради.
Населення — 541 особа (2010; 510 у 2002).
Національний склад:
- марійці — 97 %